# Manas nationalpark
Manas nationalpark på Himalayas utlöpare i den indiska delstaten Assams distrikt Barpeta och förklarades som världsarv av Unesco 1985. Flera hotade djurarter, som indisk elefant, indisk pansarnoshörning och bengalisk tiger, finns inom reservatet.
Mellan 1992 och 2011 var nationalparken inskriven i listan över hotade världsarv.
Växtligheten i nationalparken är varierande med gräsmarker, savanner och tropiska skogar. Floden Manās som parken är uppkallad efter ligger i parkens västra del och den skiljer sig här i två grenar som senare mynnar i Brahmaputra. Under monsunen är regionen kring dessa grenar tidvis översvämmad. Området kännetecknas av varmt och fuktigt väder med en relativ luftfuktighet av 76 procent under största delen av året. Tiden med monsunregn sträcker sig från mitten av maj till september men redan från mitten av mars och fram till oktober är regnfall vanligt. Den genomsnittliga årsnederbörden dokumenterades med 3330 mm. I Manas nationalpark ligger den maximala temperaturen i genomsnitt vid 37 °C (varierar mellan åren) och den genomsnittliga minsta temperaturen vid 5 °C.

## Flora och fauna
Typiska träd som ingår i städsegröna skogar är bland annat Aphanamixis polystachya, Breonia chinensis, Syzygium cumini, Bauhinia purpurea, Mallotus philippensis och indisk lager (Cinnamomum tamala). De lövfällande skogarna kännetecknas av träd som Bombax ceiba, Sterculia villosa, Dillenia indica, Careya arborea och Lagerstroemia parviflora. Ungefär 45 procent av parken är täckta med gräsmarker eller savanner.
I nationalparken dokumenterades 55 olika däggdjursarter, 50 olika kräldjursarter och tre olika groddjursarter. Av de 450 olika fågelarter som registrerades häckar 350 arter i nationalparken och 16 av dessa är endemiska.